# SSS-Regel
Die SSS-Regel ist eine aus Beobachtungen abgeleitete Regel zur Regioselektivität bei Substitutionsreaktion wie der Bromierung oder Chlorierung an alkyl-substituierten Aromaten wie Toluol, Ethylbenzol oder Xylol. Sie besagt, dass bei alkyl-substituierten aromatischen Verbindungen die Reaktion unter bestimmten Bedingungen an der Seitenkette und nicht am aromatischen Kern stattfindet. Die drei S stehen dabei für Strahlung (oder Sonne), Siedehitze und Seitenkette.
Dies lässt sich davon ableiten, dass radikalische Substitutionen an aliphatischen Verbindungen bei hohen Temperaturen (die Siedehitze vieler organischer Lösungsmittel wie Toluol liegt bei 100 bis 200 °C) sowie unter Bestrahlung ablaufen. Bestrahlung, durch die Sonne oder eine UV-Lampe, ist nötig, um Radikale zu bilden. Aromatische Ringe werden unter diesen Bedingungen nicht angegriffen.

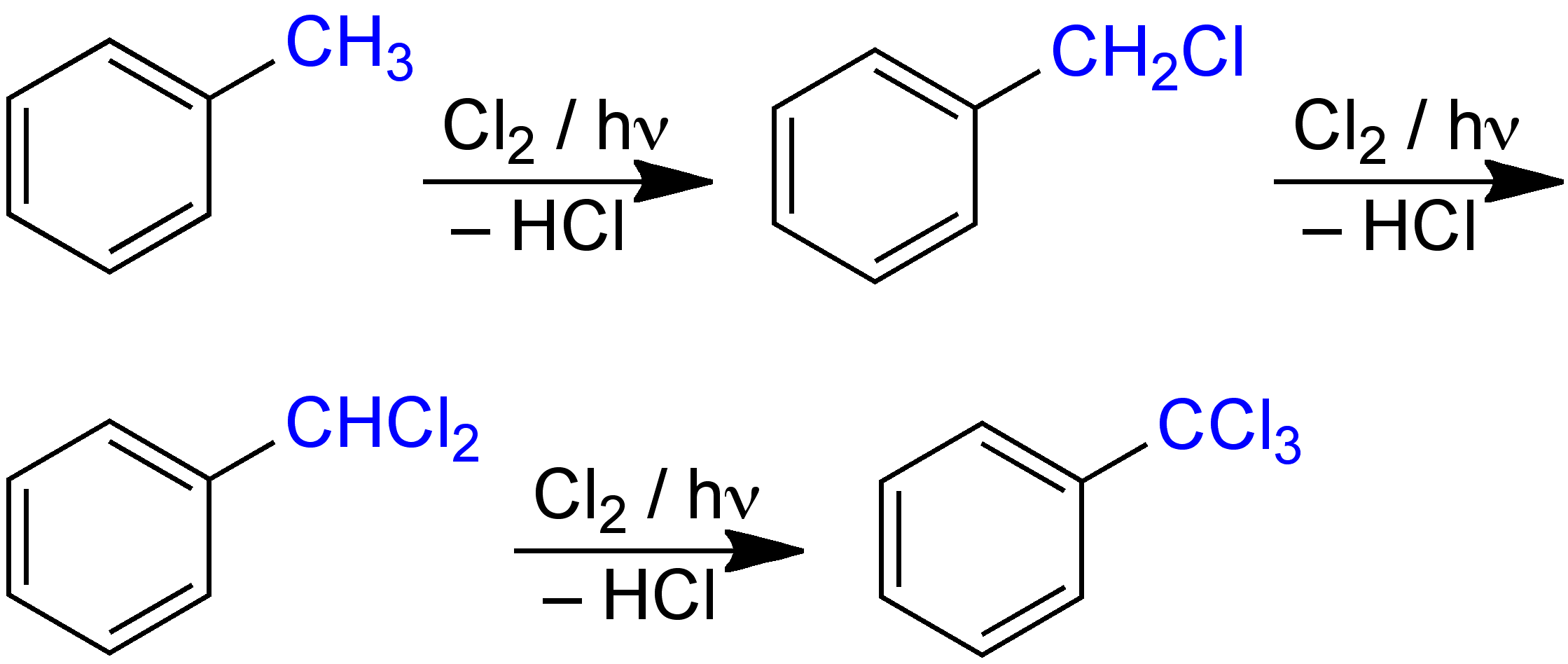
Seitenkettenchlorierung von Toluol bei ≥ 110 °C (Siedepunkt von Toluol: 110,8 °C) induziert durch „Sonnenlicht“ (h·ν). Die Seitenkette ist blau markiert.

Das Gegenstück zur SSS-Regel ist die KKK-Regel, bei der es um die elektrophile Substitution am aromatischen Ring selbst geht, während aliphatische Seitenketten nicht angegriffen werden.